# Comunas da Mauritânia
Existem 216 Comunas administrativas na Mauritânia reconhecidas pelo Governo da Mauritânia.

## Urbana

### Agrícolas
- Adel Bagrou
- Aere Mbar
- Aghchorguitt
- Ain Ehel Taya
- Aioun
- Ajar
- Aleg* Amourj
- Aoueinat Zbel
- Aoujeft
- Arr
- Atar
- Azgueilem Tiyab
- Bababe
- Bagru
- Barkeol
- Bassiknou
- Bethet Meit
- Boghe
- Bokkol
- Bou Lahrath* Bougadoum
- Bouheida
- Bouhdida
- Boulenoir
- Bouly
- Boumdeid
- Bousteila
- Boutilimitt
- Cheggar
- Chingueti
- Dafor
- Daghveg
- Dar El Barka
- Dionaba
- Djeol
- Djiguenni
- El Ghabra
- El Ghaire
- Fassala
- Foum Gleita
- Gabu
- Gouraye
- Gueller
- Guerou
- Hamod
- Hassichegar
- Jidr-El Mouhguen
- Kaédi
- Kamour
- Kankossa
- Keur-Macene
- Kobeni
- Cumbi-Salé
- Lahraj
- Legrane
- Leouossy
- Lexeiba
- Magama
- Magta-Lahjar
- Male
- Mbagne
- Mbalal
- Mbout
- Mederdra
- Monguel
- Mudjeria
- Nbeika
- Ndiago
- Néma
- Niabina
- Nual
- Ouad Naga
- Oueid Jrid
- Ould Yenge
- Uadane
- Ualata
- Rdheidhi
- Rkiz
- Sangrave
- Sélibaby
- Soudoud
- Tachott
- Tamchekett
- Tawaz
- Tekane
- Tichite
- Tidjikja
- Tiguent
- Timbedra
- Timzinn
- Tintane
- Touil
- Tufunde Cive
- Wahatt
- Woumpou

### Industrial e comercial
Arafate, Benichab, Choum, Dar-Naim, El Mina, Kiffa, Ksar, Nouadhibou, Riyad, Rosso, Sebkha, Tevragh-Zeina, Teyarett, Toujouonine, Zoueratt.

## Rural

### Agrícolas
Agharghar, Agharghar, Aghoratt, Agoueinit, Ain Savra, Ain Varba, Ajoueir, Aouleiguatt, Aweintat I, Bagodine, Baidiyam, Bangu, Bareina, Beileguet Litama, Benamane, Beribavatt, Blajmil, Boeir Tores, Bouanze, Boubacar Ben Amer, Boutalhaya, Chelkhet Tiyad, Daw, Devaa, Dar, Diadibeny Gandega, Dielwar, Dodol Cover, Doueirara, Edbaye El Hejaj, Edebaye Ehl Guelay, Egjert, El Aria, El Khatt, El Medah, El Megve, El Melgua, El Mouyessar, El Verea, Elb Address, Feireni, Ganki, Gasra El Barka, Ghlig Ehel Boye, Gogui, Guateidoume, Hassi Abdallah, Hassi Attilla, Hassi El Ahmed Bichna, Hassimhadi, Hsey Tine, Inal, Jreif, Kouroudel, Ksar el Barka, Laftah, Lahrach, Legligue, Lehreijat, Lehseira, Lekhcheb, Leweynatt, Lexeiba, Maaden, Mabrouk I, Mabrouk II, Megva, Melga, Melzem Teichett, Modibougou, N' Savenni, Nebaghia, Nere Walo, Nouamleine, Nteichitt, Ntrguent, Ouad Amour, Ould Birem, Ouldmbouni, Oum Avnadech, Ou, Lahyadh, Radhi, Sagne, Sani, Sava, Soufa, Taguilalett, Tarenguet Ehel Moul, Tektaka. Tenaha, Tenhemad, Tensigh, Tikobra, Tinghadej, Tmeimichatt, Tokomadji, Toutel, Voulaniya, Vrea Litama, Uáli, Nuamgar.